# وازگن آندرئاسیان
وازگن آندرئاسیان (Վազգէն Անդրէասեան؛ ۱۰ آوریل ۱۹۰۳ – ۳۰ نوامبر ۱۹۹۵) یک مهندس، مهندس جنگنده نظامی و نویسنده فرانسوی ارمنی‌تبار بود.

## نگارخانه

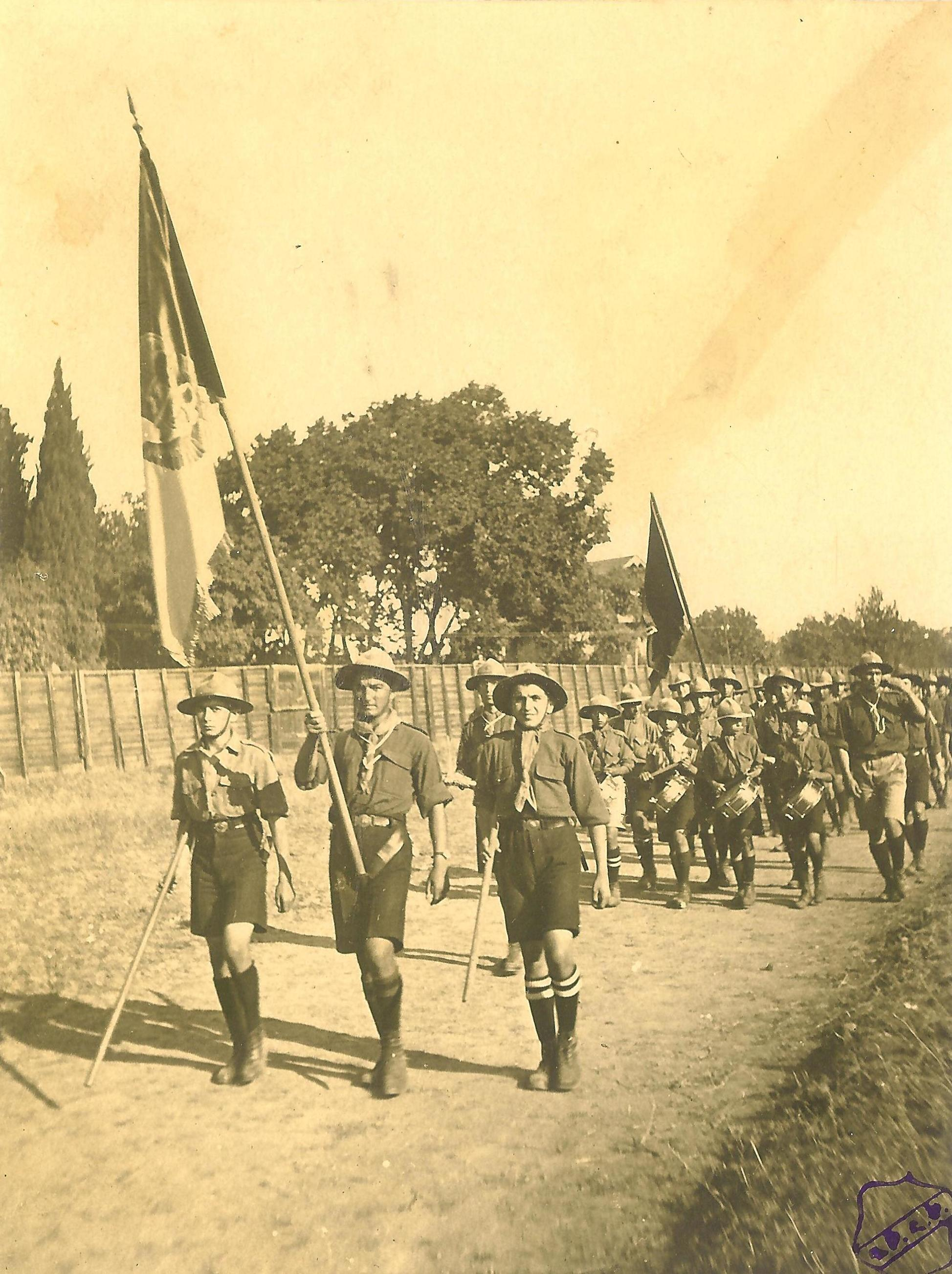
رژه پیشاهنگ‌های هومنت‌من ارمنی در کنستانتینوپل در ۱۹۱۸; وازگن آندرئاسیان در حال حمل پرچم

وازگن آندرئاسیان در روستای هازاری (Hazari) در نزدیکی شهر چمشگزک در امپراتوری عثمانی به دنیا آمد. وی تا زمان تخریب روستا زادگاهش در سال ۱۹۱۵ در آنجا زندگی کرد. وی دیرتر تجربیات خوبش را در یک کتاب سه جلدی تحت عنوان «Hazariabadoum» منتشر نمود. پس از تخریب روستا، وی در مدرسه ارمنی Tchimichgadzak تحت مدیریت Boghos Zenneyan ثبت نام نمود. به دنبال شروع نسل‌کشی ارمنی‌ها، در تاریخ ۱۳ ژوئن ۱۹۱۵ ژاندارم‌های ترک به بهانه حفاظت جمعیت ارمنی به روستای هازاری آمدند. با اینحال بسیاری از مردم محلی از ترکیه به سوریه تبعید شدند یا کشته شدند. روستای هزاری توسط کردهای کوهنورد اهل استان تونج‌ایلی مورد حمله و غارت قرار گرفت. افراد روستایی همچون آندرئاسیان که گریخته بودند در روستاهای کردنشین پناه گرفتند جایی که آنها از ژاندارم‌های ترک محافظت می‌شدند.
وی کوتاه مدتی در حوزه علمیه اچمیادزین تحصیل نمود که بعداً به دلیل وقوع انقلاب روسیه بسته شد. پس از این وی به ولادی‌قفقاز نقل مکان نمود. بعد از شنیدن خبر پایان سربازگیری برای جنگ جهانی اول آندرئاسیان آنجا را به مقصد کنستانتینوپل ترک گفت. در کنستانتینوپل در دبیرستان مرکزی ارمنیان به مدیریت گغام گاوافیان به تحصیل پرداخت. وی در سال ۱۹۲۳ فارغ‌التحصیل شد. تحت فشار ملی گرایان ترک، نیروهای متحد که کنستانتینوپل را پس از پایان جنگ جهانی اول اشغال کرده بودند شهر در سال ۱۹۲۳ تخلیه شد. این امر منجر به خروج بسیاری از مسیحیان که احساس ناامنی می‌کردند شد. وازگن آندرئاسیان کنستانتینوپل را به مقصد مارسی فرانسه ترک گفت. با کمک و حمایت مالی فرمانده زادیگ خانزادیان وی توسط در en:Arts et Métiers ParisTech در اکس-آن-پرووانس ثبت نام نماید و در سال ۱۹۲۷ فارغ‌التحصیل شد.
آندرئاسیان برای Arsenal de l'Aéronautique که بعداً تبدیل به نورداویاسیون شد فعالیت نمود.